# (1807) Slovakia
(1807) Slovakia es un asteroide que forma parte del cinturón de asteroides y fue descubierto por Milan Antal el 20 de agosto de 1971 desde el observatorio de Skalnaté Pleso, Eslovaquia.

## Designación y nombre
Slovakia se designó inicialmente como 1971 QA.
Más tarde fue nombrado por Eslovaquia, un estado de Europa Central.

## Características orbitales
Slovakia está situado a una distancia media de 2,226 ua del Sol, pudiendo acercarse hasta 1,83 ua y alejarse hasta 2,622 ua. Su excentricidad es 0,1779 y la inclinación orbital 3,488°. Emplea 1213 días en completar una órbita alrededor del Sol.